# Joseph Ambühl

Joseph Ambühl (vor 1925)

Joseph Ambühl (auch Josephus) (* 3. Januar 1873 in Luzern; † 17. Oktober 1936 in Solothurn) war ein Schweizer Geistlicher. Von 1925 bis zu seinem Tod war er römisch-katholischer Bischof von Basel und Lugano.

## Leben
Der Sohn eines Kassiers der Dampfschiff-Gesellschaft des Vierwaldstättersees besuchte das Gymnasium in Luzern, studierte in Luzern und Freiburg im Breisgau Theologie und empfing 1898 die Priesterweihe. Anschließend war er auf verschiedenen Pfarrstellen in Luzern und Kriens tätig.
Joseph Ambühl wurde 1925 von Papst Pius XI. zum Bischof von Basel und Lugano ernannt. Die Bischofsweihe spendete ihm am 27. September 1925 der damalige Apostolische Nuntius der Schweiz und spätere Kardinal, Erzbischof Luigi Maglione. 
Im selben Jahr wurde Ambühl mit der Ehrendoktorwürde der Universität Freiburg geehrt.